# 谢生翘
谢生翘，福建闽县（今福建福州）人，是一名清朝政治人物。
谢生翘曾于1798年接替李惠元任嘉定县知县一职，1798年由杨可春接任。